# 631 Philippina
A 631 Philippina egy a Naprendszer kisbolygói közül, amit August Kopff fedezett fel 1907. március 21-én.